# Bensen (Istha)
Koordinaten: 51° 17′ 31″ N, 9° 13′ 10″ O
Bensen war eine Dorfsiedlung in der heutigen Gemarkung von Istha, einem Stadtteil von Wolfhagen im nordhessischen Landkreis Kassel.
Der Ort befand sich etwa 1,5 km südsüdwestlich von Istha und 2,5 km östlich von Bründersen auf 347 m Höhe inmitten der heutigen Feldflur und eines Windparks, wohl etwa 500 m westlich der Quelle des Mühlenwassers. Dort erinnern heute die Flurnamen „Über der Benze“ und „In der Benze“ an das verschwundene Dorf. Rund 500 m weiter westlich liegt die Wüstung Nieheim.
Zur Geschichte des 1253 als „Benessen“ und „villa“ erstmals urkundlich erwähnten Orts ist nahezu nichts bekannt, außer dass das Kloster Hasungen damals dort Grundbesitz und das Fritzlarer St. Petri-Stift im selben Jahr und auch noch 1310 dort Zehnteinkünfte hatte. Die nächste Erwähnung erfolgt erst im Jahre 1402, im Zusammenhang einer Klage der kurmainzischen Stadt Fritzlar gegen die Landgrafschaft Hessen, wobei der Ort „Bensheim“ genannt und als wüst bezeichnet wird.